# Marko Tomić
Marko Tomić (serbisch-kyrillisch Марко Томић; * 18. August 1988) ist ein ehemaliger serbischer Radrennfahrer.
Marko Tomić wurde 2005 bei der serbischen Meisterschaft Dritter im Einzelzeitfahren der Junioren und im darauffolgenden Jahr serbischer Meister im Straßenrennen der Junioren. Bei der Straßen-Radweltmeisterschaft 2007 in Stuttgart startete Tomić im Straßenrennen der U23, kam aber nicht ins Ziel. Im Jahr 2008 fuhr er für das griechische Continental Team Cosmote Kastro.

## Erfolge
2006
- Serbischer Meister im Straßenrennen (Junioren)

## Teams
- 2008 Cosmote Kastro